# Hufenklassifikation
Die Hufenklassifikation war eine zwischen 1717 und 1719 durchgeführte Landesaufnahme in Hinterpommern und der Neumark, die die Grundlage der Besteuerung nach Grundbesitz im 18. Jahrhundert bildete und auch die Bodenbonität einbezog. Nach dem Leiter der damit beauftragten Kommission, Peter von Blankensee, wird sie auch „Blankenseesche Hufenklassifikation“ genannt.

## Geschichte

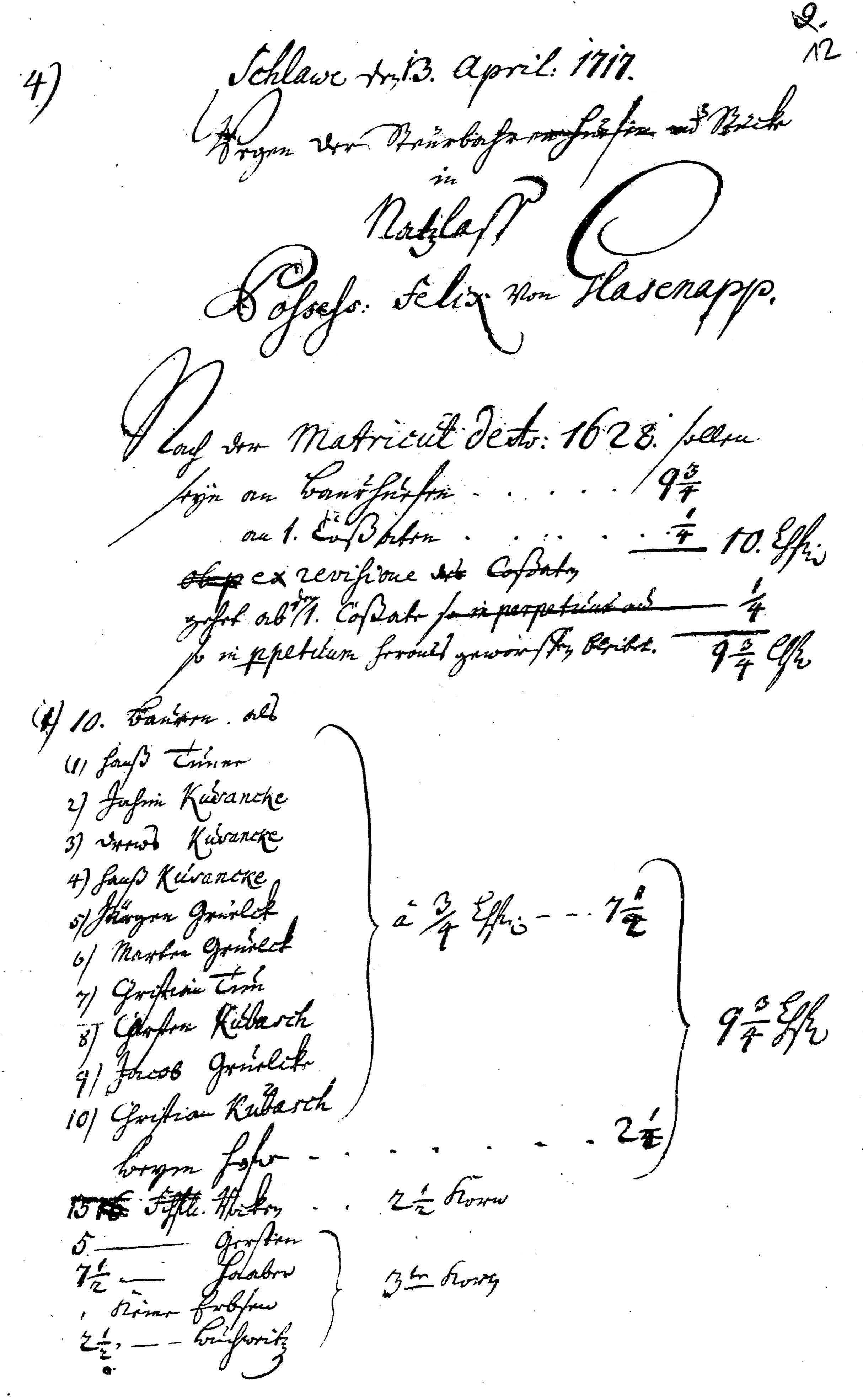
Beispielseite Hufenklassifikation Natzlaff Kreis Schlawe

Der preußische König Friedrich Wilhelm I. veranlasste kurz nach seinem Regierungsantritt 1713 eine neue Festsetzung der Besteuerungsgrundlagen, um die von der Landbevölkerung zu tragenden Lasten – der Adel war steuerfrei – gerechter zu verteilen. Bis dahin galt als Grundlage der Besteuerung in Preußen noch die Hufenmatrikel von 1628, die nur die Bodenfläche eines Bauernhofes zur Besteuerungsgrundlage nahm, Handwerker wurden pauschal mit einer und Kossäten mit 1/2 Hakenhufe besteuert. 1684 wurde das System auf Landhufen umgestellt und die pauschale Besteuerung der Handwerker aufgehoben. Durch diese Steuerungerechtigkeit drohten vor allem Kreise mit ungünstigen Bodenverhältnissen finanziell auszubluten. Auf Vorschlag von Peter von Blanckensee bereiste eine Kommission unter seiner Leitung zwischen 1717 und 1719 das Herzogtum Hinterpommern, die Neumark und das Fürstentum Cammin und untersuchte die Dörfer und steuerpflichtigen Städte. Dabei wurden neben den Namen der fast ausschließlich adligen Besitzer auch die der Bauern, Kossäten, der Verwalter und anderer Landbewohner notiert; ferner wurden 27 Fragen gestellt, um daraus eine neue und gerechtere Besteuerung abzuleiten, den Generalhufenschoß.

## Editionen
Die Originale dieser Klassifikation sind erhalten und befinden sich im Landesarchiv in Greifswald. Zwei Reinschriften, die ehemals im Geheimen Staatsarchiv Berlin bzw. im Staatsarchiv Stettin lagen, sind seit dem Krieg verschollen – bis auf einen Band des Kreises Stolp, der sich ebenfalls in Greifswald befindet. Die Hufenklassifikation mit ihren über 16.000 Personennamen ist eine wichtige sozialhistorische und genealogische Quelle. Konrad Rittershausen und Roland Seeberg-Elverfeldt berichteten von einer Verkartung und anstehenden Drucklegung. Adalbert Holtz schrieb: „Als dritte Veröffentlichung war die Herausgabe der hinterpommerschen Hufenklassifikation von 1717/19 vorgesehen, die die Landesbauernschaft verkarten ließ und die der Studienassessor Dr. Heinz Kauffmann in Swinemünde zum Druck vorbereitete. Für die Einführung war der Obervermessungsrat Kurt Lips vorgesehen worden. Die Namenkarteien befanden sich zuletzt im Staatsarchiv Stettin, sind dort aber leider verloren gegangen“. Staatsarchivdirektor Adolf Diestelkamp hob 1938 die Bedeutung dieser und gleichartiger Quellen wie die Schwedische Landesaufnahme von Vorpommern für die Sippenforschung und das daraus resultierende Engagement der Landesbauernschaft Pommerns, der nationalsozialistischen Organisation der Landwirte in der Provinz, bei den editorischen Arbeiten hervor.
Zur Veröffentlichung kamen die Auswertungen von Adelheid von Livonius über die Kreise Stolp, Schlawe und Rummelsburg, von Richard Maske über Bad Polzin, Hugo Hasse über den Kreis Kolberg und P. Schwartz über die Neumark.
Durch den Verein Pommerscher Greif e.V. wurde 2010 unter Leitung von Bodo Koglin eine Erfassung durchgeführt und veröffentlicht. In vereinfachter Form sind die Namen auch in einer Datenbank abrufbar.